# Heterocentron elegans
Heterocentron elegans är en tvåhjärtbladig växtart som först beskrevs av Diederich Franz Leonhard von Schlechtendal, och fick sitt nu gällande namn av Carl Ernst Otto Kuntze. Heterocentron elegans ingår i släktet Heterocentron och familjen Melastomataceae. Inga underarter finns listade i Catalogue of Life.

## Bildgalleri

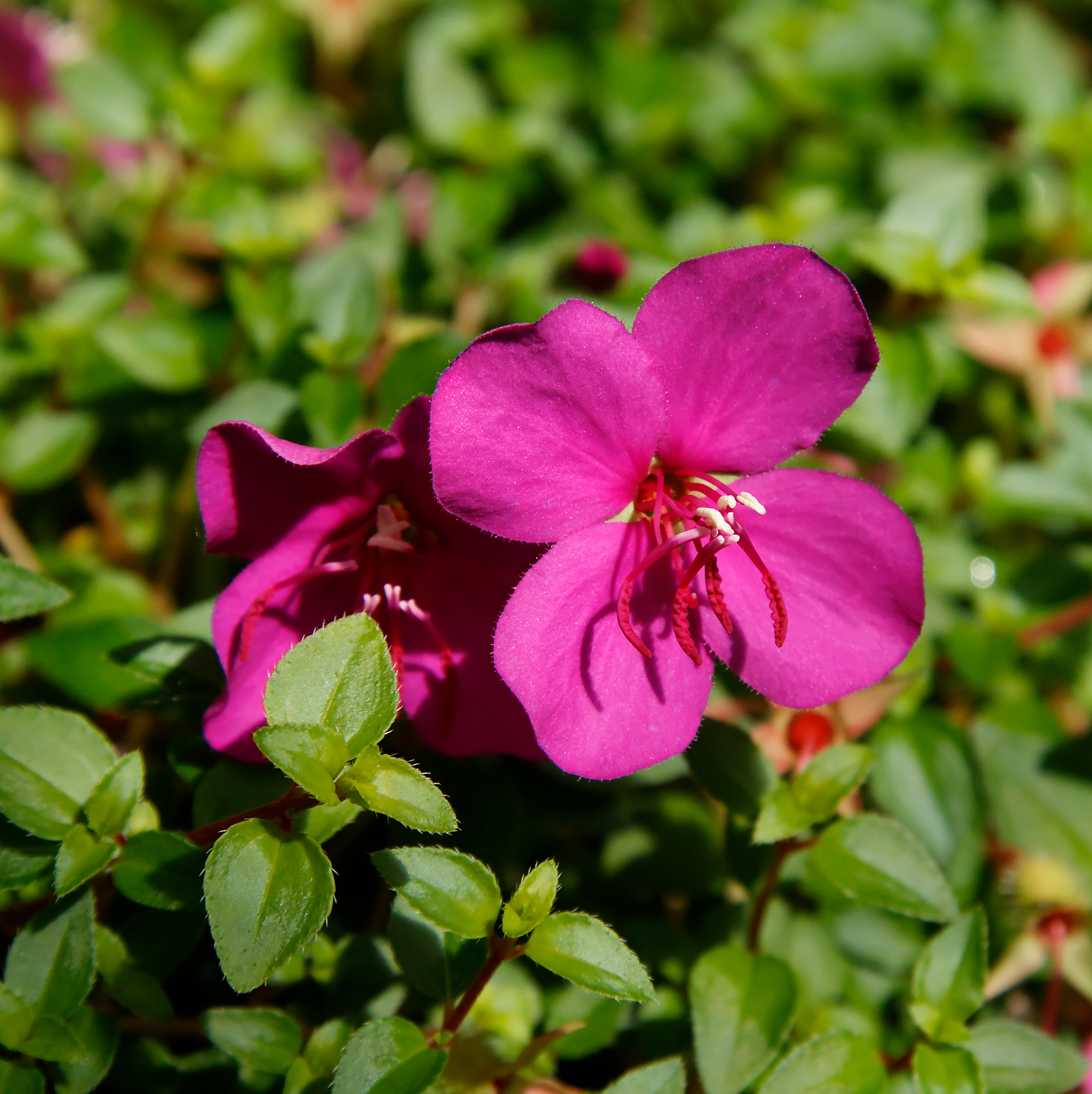